# Wit-Russische roebel
De Wit-Russische roebel (Wit-Russisch: беларускі рубель; Russisch: белорусский рубль) is het geld dat gebruikt wordt in Wit-Rusland. Het symbool van de Wit-Russische roebel is Br (ISO-code BYN). De Wit-Russische roebel is onderverdeeld in kopeken.

## Geschiedenis
Toen de Sovjet-Unie uit elkaar viel, werd er eerst een tijdelijk couponsysteem gebruikt in Wit-Rusland. In mei 1992 werden de coupons vervangen door de nieuwe munteenheid. De waarde van de Wit-Russische roebel werd bepaald op 10 Russische roebel.
De banken in Wit-Rusland begonnen op 1 juni 1992 de roebel te gebruiken bij niet-cashtransacties. Vanaf het einde van juni 1993 werd het gebruik van de Russische roebel beperkt, en de Wit-Russische roebel werd de enige aanvaarde munteenheid. Er werden bankbriefjes uitgegeven met een waarde van 50 kopeke tot 50 miljoen Br. Er was een contract getekend met Kazachstan, Armenië, Wit-Rusland, Oezbekistan en Tadzjikistan om een gezamenlijke post-Sovjet munteenheid in gebruik te nemen. Deze zou de Thaler moeten worden, maar omdat in deze ex-Sovjet staten steeds discussie was over het terugschakelen naar de Russische roebel, is er van deze gezamenlijke munteenheid niets gekomen.
De Wit-Russische centrale bank was eerst van plan om de Wit-Russische roebel te koppelen aan de Russische roebel, zodat deze gezamenlijk in de twee landen konden worden gebruikt (zoals de oude Belgische frank en de Luxemburgse frank). Deze beslissing werd niet aanvaard door het parlement, waardoor twee bankdirecteuren, Stanislav Bogdankevich en Tamara Vinnikova, hun ontslag hebben ingediend.
In het begin van 1997 was de devaluatie van de Wit-Russische roebel 35,5% ten opzichte van de Amerikaanse dollar. Het doel van de monetaire politiek was om de vrije prijsvorming op de nationale monetaire markt te beperken, zodat de overheid zelf de wisselkoersen kon bepalen in plaats van de wet van vraag en aanbod. Verder werden grootschalige beperkingen voor bedrijven en individuele personen geïntroduceerd in de handel van vreemde valuta.
Tussen 1996 en 2000 is de staatsschuld 140 keer zo groot geworden. Dit werd vooral veroorzaakt doordat de banken door de staat verplicht werden leningen aan te gaan aan de verlieslatende landbouw in het land. Tegen het einde van 2000 waren 10 van de 27 commerciële banken van Wit-Rusland naar het gerecht gestapt, om te procederen tegen de staat.
De hoeveelheid geld die aangemaakt werd was 500 keer het bnp. De officiële wisselkoers daalde 30,2 keer t.o.v. de oorspronkelijke waarde tussen 1995 en 2000. Daardoor verschenen in september 1999 de eerste bankbiljetten ter waarde van 5 miljoen Br. De consumentenprijsindex steeg 74,2 keer en omdat de lonen niet in dezelfde mate volgden ging het besteedbare inkomen van de mensen naar beneden.
In 2000 werd er een nieuwe Wit-Russische roebel ingevoerd (ISO-code BYR). De nieuwe roebel was gelijk aan 1000 oude roebels.
De Russische president Vladimir Poetin en zijn Wit-Russische ambtgenoot Aleksandr Loekasjenko kwamen overeen de Russische roebel vanaf 2006 tot gezamenlijke munteenheid van hun landen te maken. Volgens Prokopovitsj, de voorzitter van de centrale bank van Wit-Rusland, waren voor 1 januari echter niet alle noodzakelijke hervormingen doorgevoerd om Wit-Rusland klaar te maken voor de invoering van de Russische roebel. Er was ook onenigheid over waar het hoofdgebouw van de nieuwe nationale bank zou komen, Moskou, Minsk of beide. Volgens de bankdirecteur wil de Wit-Russische regering bovendien dat er eerst een nieuw constitutioneel verdrag wordt gesloten dat beide landen dichter bij elkaar brengt.
Medio 2016 werd opnieuw een nieuwe Wit-Russische roebel ingevoerd (ISO-code BYN). De huidige roebel is gelijk aan 10.000 oude roebels (van het jaar 2000). De wisselkoers met de Russische roebel wordt binnen een nauwe bandbreedte gehouden, deze ligt rond de 31 Russische roebel per BYN.

## Munten
|  |  | 1 kopeke   | 15    | 1.25 | 1.55 | Staal met een koperlaagje                            | Glad        | Embleem van Wit-Rusland, naam van het land, jaartal             | Waarde, het ornament dat rijkdom en welvaart symboliseert                 | 2009 | 1 juli 2016 |
|  |  | 2 kopeken  | 17.5  | 1.25 | 2.01 | Staal met een koperlaagje                            | Glad        | Embleem van Wit-Rusland, naam van het land, jaartal             | Waarde, het ornament dat rijkdom en welvaart symboliseert                 | 2009 | 1 juli 2016 |
|  |  | 5 kopeken  | 19.8  | 1.25 | 2.7  | Staal met een koperlaagje                            | Glad        | Embleem van Wit-Rusland, naam van het land, jaartal             | Waarde, het ornament dat rijkdom en welvaart symboliseert                 | 2009 | 1 juli 2016 |
|  |  | 10 kopeken | 17.7  | 1.80 | 2.8  | Messing verguld staal                                | Getand      | Embleem van Wit-Rusland, naam van het land, jaartal             | Waarde, het ornament dat vruchtbaarheid en levenskracht symboliseert      | 2009 | 1 juli 2016 |
|  |  | 20 kopeken | 20.35 | 1.85 | 3.7  | Messing verguld staal                                | Getand      | Embleem van Wit-Rusland, naam van het land, jaartal             | Waarde, het ornament dat vruchtbaarheid en levenskracht symboliseert      | 2009 | 1 juli 2016 |
|  |  | 50 kopeken | 22.25 | 1.55 | 3.95 | Messing verguld staal                                | Getand      | Embleem van Wit-Rusland, naam van het land, jaartal             | Waarde, het ornament dat vruchtbaarheid en levenskracht symboliseert      | 2009 | 1 juli 2016 |
|  |  | 1 roebel   | 21.25 | 2.3  | 5.6  | Vernikkeld staal                                     | Getand      | Embleem van Wit-Rusland, naam van het land, jaartal             | Waarde, het ornament dat het nastreven van geluk en vrijheid symboliseert | 2009 | 1 juli 2016 |
|  |  | 2 roebel   | 23.5  | 2.0  | 5.81 | Ring van Nikkel-Messing Centrum van Vernikkeld staal | Randschrift | Embleem van Wit-Rusland, naam van het land, jaartal, ornamenten | Waarde, het ornament dat het nastreven van geluk en vrijheid symboliseert | 2009 | 1 juli 2016 |

## Bankbiljetten
| 2016 serie | 2016 serie  | 2016 serie | 2016 serie | 2016 serie | 2016 serie                                           | 2016 serie                        | 2016 serie | 2016 serie  | 2016 serie |
| Afbeelding | Afbeelding  | Waarde     | Afmetingen | Kleur      | Omschrijving                                         | Omschrijving                      | Jaar       | Jaar        | Jaar       |
| Voorzijde  | Achterzijde | Waarde     | Afmetingen | Kleur      | Voorzijde                                            | Achterzijde                       | Gedrukt    | Uitgave     |            |
| ---------- | ----------- | ---------- | ---------- | ---------- | ---------------------------------------------------- | --------------------------------- | ---------- | ----------- | ---------- |
|            |             | 5 roebel   | 135×72 mm  | Bruin      | Witte Toren in Kamenets                              | De eerste Slavisch nederzettingen | 2009       | 1 juli 2016 |            |
|            |             | 10 roebel  | 139×72 mm  | Lichtblauw | Kerk van de Gedaanteverandering van Jezus in Polatsk | De Verlichting en boekdrukkunst   | 2009       | 1 juli 2016 |            |
|            |             | 20 roebel  | 143×72 mm  | Geel       | Paleis van Homel in Homel                            | Spiritualiteit                    | 2009       | 1 juli 2016 |            |
|            |             | 50 roebel  | 147×72 mm  | Groen      | Kasteel Mir in Mir                                   | Schone kunsten                    | 2009       | 1 juli 2016 |            |
|            |             | 100 roebel | 151×72 mm  | Turquoise  | Kasteel van Njasvizj in Njasvizj                     | Theater en folklore               | 2009       | 1 juli 2016 |            |
|            |             | 200 roebel | 155×72 mm  | Paars      | Maslennikov museum in Mahiljow                       | Ambacht en dorpsplanologie        | 2009       | 1 juli 2016 |            |
|            |             | 500 roebel | 159×72 mm  | Blauw/roze | Nationale bibliotheek van Wit-Rusland in Minsk       | Literatuur                        | 2009       | 1 juli 2016 |            |